# Ludwig Hevesi
Lőwy Hevesi Lajos (o Ludwig Hevesi) (* 20 de diciembre de 1843 en Heves, Hungría; † el 27 de febrero de 1910 en Viena (por suicidio)), fue un escritor y periodista judeohúngaro.
Hevesi escribió para la Wiener Fremdenblatt y la Breslauer Zeitung, componiendo también folletines para Pester Lloyd (un semanario en lengua alemana de Budapest). Fue uno de los principales críticos de arte de las últimas décadas del Imperio austrohúngaro. Acuñó el nombre Café Nihilismus para el Café Museum diseñado por Adolf Loos en 1899 y apoyó la Secesión Vienesa, dándole su lema al Pabellón de la Secesión: Der Zeit ihre Kunst - der Kunst ihre Freiheit (A cada época su arte, al arte su libertad).
Publicó también libros humorísticos y de viajes.

## Obra
- Wiener Totentanz. Gelegentliches über verstorbene Künstler und ihresgleichen (1899)
- Österreichische Kunst im 19. Jahrhundert. 2 volúmenes(1903)
- 8 Jahre Secession. (März 1897 - Juni 1905) Kritik - Polemik - Chronik. (Verlagsbuchhandlung Carl Konegen, Wien 1906; Reprint Ritter Verlag, Klagenfurt 1984, ISBN 3-85415-023-7)
- Altkunst - Neukunst. Wien 1894-1908. (Verlagsbuchhandlung Carl Konegen, Wien 1909; Reprint Ritter Verlag, Klagenfurt 1986; ISBN 3-85415-034-2)